# 2024シアトル映画批評家協会賞
2024シアトル映画批評家協会賞（2024 Seattle Film Critics Society Awards）は、2024年の映画を対象とした映画賞。2024年12月16日に受賞者が発表された。11月1日にパシフィック・ノースウェスト映画製作功労賞の候補者が発表された後、12月6日にはノミネート作品が発表された。『デューン 砂の惑星PART2』『マッドマックス:フュリオサ』が最多10部門にノミネートされ、『ブルータリスト』の9部門が続いた。

## 受賞結果
| 作品賞 | 監督賞 |
| --- | --- |
| - 『サブスタンス』 - 『ANORA アノーラ』 - 『The Beast』 - 『ブルータリスト』 - 『チャレンジャーズ』 - 『教皇選挙』 - 『デューン 砂の惑星PART2』 - 『マッドマックス:フュリオサ』 - 『I Saw the TV Glow』 - 『シンシン/SING SING』                                                                                                | - ショーン・ベイカー - 『ANORA アノーラ』 - ベルトラン・ボネロ - 『The Beast』 - ブラディ・コーベット - 『ブルータリスト』 - コラリー・ファルジャ - 『サブスタンス』 - ドゥニ・ヴィルヌーヴ - 『デューン 砂の惑星PART2』 |
| 主演男優賞 | 主演女優賞 |
| - コールマン・ドミンゴ - 『シンシン/SING SING』：ジョン・ウィットフィールド - エイドリアン・ブロディ - 『ブルータリスト』：ラースロー・トート - レイフ・ファインズ - 『教皇選挙』：トーマス・ローレンス枢機卿 - キース・クプフェラー - 『Ghostlight』：ダン - ジョージ・マッケイ - 『The Beast』：ルイス                        | - マイキー・マディソン - 『ANORA アノーラ』：アノーラ - シンシア・エリヴォ - 『ウィキッド ふたりの魔女』：エルファバ・スロップ - マリアンヌ・ジャン＝バプティスト - 『Hard Truths』：パンシー - デミ・ムーア - 『サブスタンス』：エリザベス - レア・セドゥ - 『The Beast』：ガブリエラ |
| 助演男優賞 | 助演女優賞 |
| - クラレンス・マクリン - 『シンシン/SING SING』：本人役 - キーラン・カルキン - 『リアル・ペイン〜心の旅〜』：ベンジー・カプラン - クリス・ヘムズワース - 『マッドマックス:フュリオサ』：ディメンタス - ジョシュ・オコナー - 『チャレンジャーズ』：パトリック・ズワイグ - ガイ・ピアース - 『ブルータリスト』：ハリソン          | - マーガレット・クアリー - 『サブスタンス』：スー - ジョアン・チェン - 『Dìdi』：チャンシン - ダニエル・デッドワイラー - 『ピアノ・レッスン』：バーニース - アリアナ・グランデ - 『ウィキッド ふたりの魔女』：ガリンダ・アップランド - イザベラ・ロッセリーニ - 『教皇選挙』：シスター・アグニス |
| キャスト・アンサンブル賞 | アクション振付賞 |
| - 『ANORA アノーラ』 - ショーン・ベイカー - 『教皇選挙』 - ニナ・ゴールド、マーティン・ウェア - 『デューン 砂の惑星PART2』 - ディクシー・シャセイ、フランシーヌ・メイズラー - 『喪う』 - ニコール・アルバスト - 『シンシン/SING SING』 - グレッグ・クウェダー                                                                   | - 『マッドマックス:フュリオサ』 - ティム・ウォン、リチャード・ノートン - 『デューン 砂の惑星PART2』 - リー・モリソン、ロジャー・ユアン - 『フォールガイ』 - クリス・オハラ、キア・ベック - 『モンキーマン』 - ウデ・ナンス、ブラーヒム・アーチャーバキ - 『トワイライト・ウォリアーズ 決戦! 九龍城砦』 - 谷垣健治 |
| 脚本賞 | アニメ映画賞 |
| - ショーン・ベイカー - 『ANORA アノーラ』 - ブラディ・コーベット、モナ・ファストヴォールド - 『ブルータリスト』 - ピーター・ストローハン - 『教皇選挙』 - ジェシー・アイゼンバーグ - 『リアル・ペイン〜心の旅〜』 - コラリー・ファルジャ - 『サブスタンス』                                                                     | - 『野生の島のロズ』 - 『Flow』 - 『インサイド・ヘッド2』 - 『トランスフォーマー/ONE』 - 『ウォレスとグルミット 仕返しなんてコワくない!』 |
| ドキュメンタリー映画賞 | 国際映画賞 |
| - 『ノー・アザー・ランド 故郷は他にない』 - 『ダホメ』 - 『Sugarcane』 - 『Super/Man: The Christopher Reeve Story』 - 『ウィル&ハーパー』 | - 『悪は存在しない』 - 『The Beast』 - 『Flow』 - 『Red Rooms』 - 『聖なるイチジクの種』 |
| 撮影賞 | 衣装デザイン賞 |
| - ジョモ・フレイ - 『Nickel Boys』 - ロル・クローリー - 『ブルータリスト』 - グリーグ・フレイザー - 『デューン 砂の惑星PART2』 - サイモン・ダガン - 『マッドマックス:フュリオサ』 - ジェアリン・ブラシュケ - 『ノスフェラトゥ』                                                                                                 | - ポール・タゼウェル - 『ウィキッド ふたりの魔女』 - リジー・クリストル - 『教皇選挙』 - ジャクリーン・ウェスト - 『デューン 砂の惑星PART2』 - ジェニー・ビーヴァン - 『マッドマックス:フュリオサ』 - リンダ・ミューア - 『ノスフェラトゥ』 |
| 編集賞 | 作曲賞 |
| - マーガレット・シクセル、エリオット・ナップマン - 『マッドマックス:フュリオサ』 - ショーン・ベイカー - 『ANORA アノーラ』 - ダーヴィド・ヤンチョ - 『ブルータリスト』 - ジョー・ウォーカー - 『デューン 砂の惑星PART2』 - コラリー・ファルジャ、ジェローム・エルタベット、ヴァレンティン・フェロン - 『サブスタンス』          | - トレント・レズナー、アッティカス・ロス - 『チャレンジャーズ』 - ダニエル・ブルームバーグ - 『ブルータリスト』 - フォルカー・ベルテルマン - 『教皇選挙』 - 石橋英子 - 『悪は存在しない』 - クリス・バワーズ - 『野生の島のロズ』 |
| 美術賞 | 視覚効果賞 |
| - ジュディ・ベッカー - 『ブルータリスト』 - スージー・デイヴィス、シンシア・スレイター - 『教皇選挙』 - パトリス・ヴァーメット、シェーン・ヴィア - 『デューン 砂の惑星PART2』 - コリン・ギブソン、ケイティ・シャーロック - 『マッドマックス:フュリオサ』 - ネイサン・クロウリー、リー・サンデルズ - 『ウィキッド ふたりの魔女』 | - ポール・ランバート、スティーヴン・ジェームズ、リース・サルコム - 『デューン 砂の惑星PART2』 - アンドリュー・ジャクソン、ダン・ベセル - 『マッドマックス:フュリオサ』 - エリック・ウィンクイスト、ショーン・ノエル・ウォーカー - 『猿の惑星/キングダム』 - ブライアン・ジョーンズ、ギョーム・ル・グエ - 『サブスタンス』 - アンソニー・スミス、ジョナサン・フォークナー、パブロ・ヘルマン、ロバート・ウィーヴァー - 『ウィキッド ふたりの魔女』 |
| 若手俳優賞 | 悪役賞 |
| - アイザック・ワン - 『Dìdi』：クリス・ワン - アリーラ・ブラウン - 『マッドマックス:フュリオサ』：フュリオサ - キャサリン・マレン・クプフェラー - 『Ghostlight』：デイジー・ミューラー - アリーシャ・ウィアー - 『アビゲイル』：アビゲイル - ゾーイ・ジグラー - 『Janet Planet』：レイシー                                      | - ディメンタス（クリス・ヘムズワース） - 『マッドマックス:フュリオサ』 - オルロック伯爵（ビル・スカルスガルド） - 『ノスフェラトゥ』 - フェイド＝ラウサ・ハルコンネン（オースティン・バトラー） - 『デューン 砂の惑星PART2』 - ロングレッグス（ニコラス・ケイジ） - 『ロングレッグス』 - マクリヌス（デンゼル・ワシントン） - 『グラディエーターII 英雄を呼ぶ声』                                                                                |
| パシフィック・ノースウェスト映画製作功労賞 | |
| - アイザック・オルセン - 『Rainier: A Beer Odyssey』 - キャディ・ヴォーグ - 『All We Carry』 - ジェフ・オステンソン、チャールズ・アトキンソン、スカイラー・ワーグナー - 『Fish War』 - ロス兄弟 - 『Gasoline Rainbow』 - J・T・モルナー - 『Strange Darling』                                                                   | |